# ديريك غاردنر
ديريك غاردنر (بالإنجليزية: Derrick Gardner)‏ هو عازف جاز وملحن أمريكي، ولد في 3 يونيو 1965 في شيكاغو في الولايات المتحدة.

## وصلات خارجية
- الموقع الرسمي
- ديريك غاردنر على موقع ميوزك برينز (الإنجليزية)
- ديريك غاردنر على موقع ديسكوغز (الإنجليزية)